# Ashchurch
Ashchurch – wieś w Anglii, w hrabstwie Gloucestershire, w dystrykcie Tewkesbury. Leży 17 km na północny wschód od miasta Gloucester i 147 km na zachód od Londynu.